# Vasco da Gama (Schiff, 1993)
Die Vasco da Gama ist ein Kreuzfahrtschiff der portugiesischen Reederei Mystic Cruises, das für den deutschen Reiseveranstalter Nicko Cruises unterwegs ist. In Dienst gestellt wurde es im Jahr 1993 als Statendam für die Holland-America Line.

## Geschichte
Die Statendam wurde unter der Werftnummer 5881 bei Fincantieri in Monfalcone gebaut und am 3. April 1992 vom Stapel gelassen. Nach der Übernahme durch Holland-America wurde das Schiff im Januar 1993 in Dienst gestellt.
Das anfangs unter der Flagge der Bahamas laufende Schiff wurde im April 1996 in die Niederlande umgeflaggt. 2002 wurde die Statendam modernisiert und dabei mit neuen Restaurants, Lounges sowie Aufenthaltsräumen ausgestattet.
Im Herbst 2015 wechselte die Statendam gemeinsam mit dem Schwesterschiff Ryndam zu P&O Cruises Australia, wie auch die Holland-America Line eine Tochtergesellschaft der Carnival Corporation. Daraufhin wurde die Statendam in Pacific Eden umbenannt. Das Schiff absolvierte am 15. November 2015 seine erste Fahrt für den neuen Betreiber und wurde am 25. November 2015 umgetauft. Beide Schiffe waren zuvor bei Sembcorp Marine Admiralty Yard umgebaut worden.
2018 wurde das Schiff an Cruise & Maritime Voyages verkauft und am 5. April 2019 in Singapur übergeben. Das in Vasco da Gama umbenannte Schiff fuhr nun unter der Flagge der Bahamas. Die symbolische Taufe auf den neuen Namen fand am 9. Juni 2019 auf der Weser in Bremerhaven statt. In den Sommermonaten auf der Nordhalbkugel wurde das Schiff nun von der deutschen CMV-Marke Transocean Kreuzfahrten in (nord-)europäischen Gewässern eingesetzt und in den Sommermonaten auf der Südhalbkugel verkehrte es von Australien aus, ehe Cruise & Maritime Voyages und Transocean Kreuzfahrten im Jahr 2020 Insolvenz anmeldeten.
Daraufhin wurde die Vasco da Gama im Oktober 2020 für 10,187 Mio. US-Dollar an die portugiesische Reederei Mystic Invest versteigert, die das Schiff seit Juli 2021 unter portugiesischer Flagge auf dem deutschen Markt von deren deutscher Marke Nicko Cruises betreibt.

## Schwesterschiffe
Die Vasco da Gama gehört zu der vier Schiffe umfassenden, auch als S-Klasse bezeichneten, Statendam-Klasse, welche ursprünglich für die Holland-America Line gebaut wurde. Weitere Schiffe dieser Klasse sind die Celestyal Journey, die Renaissance und die Aegean Majesty.

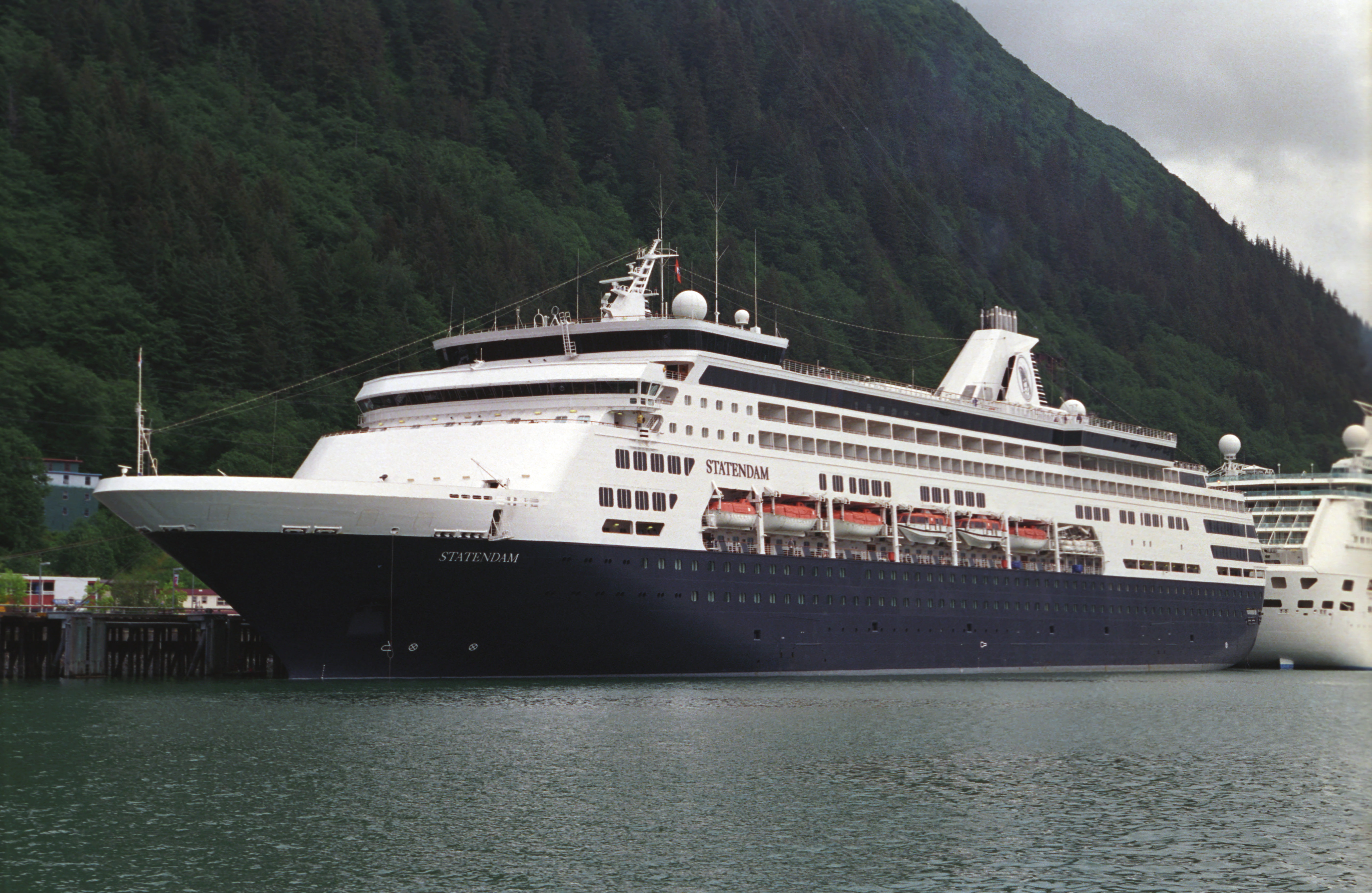
Als Statendam, Juni 1998
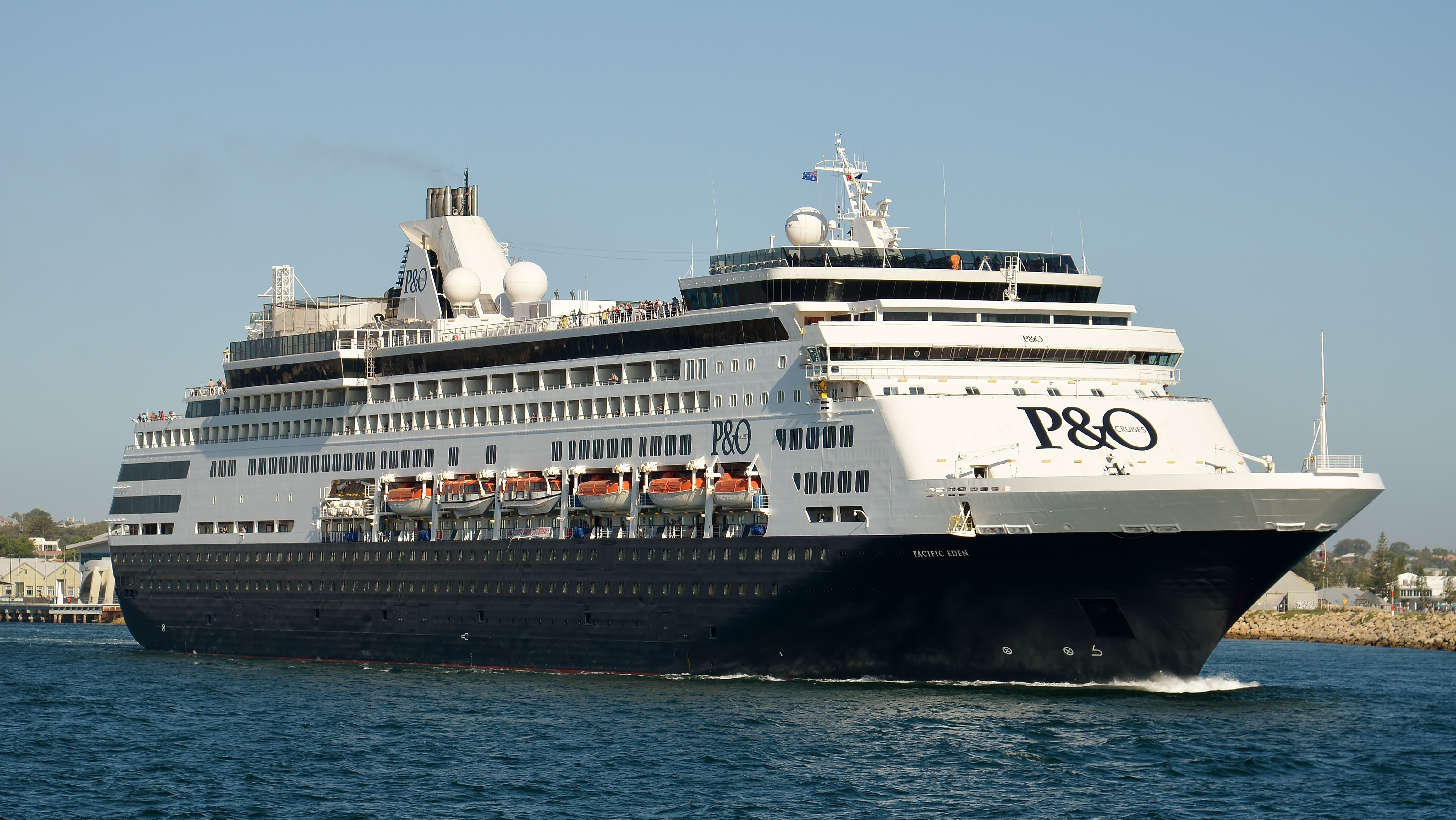
Als Pacific Eden in Fremantle, 2015
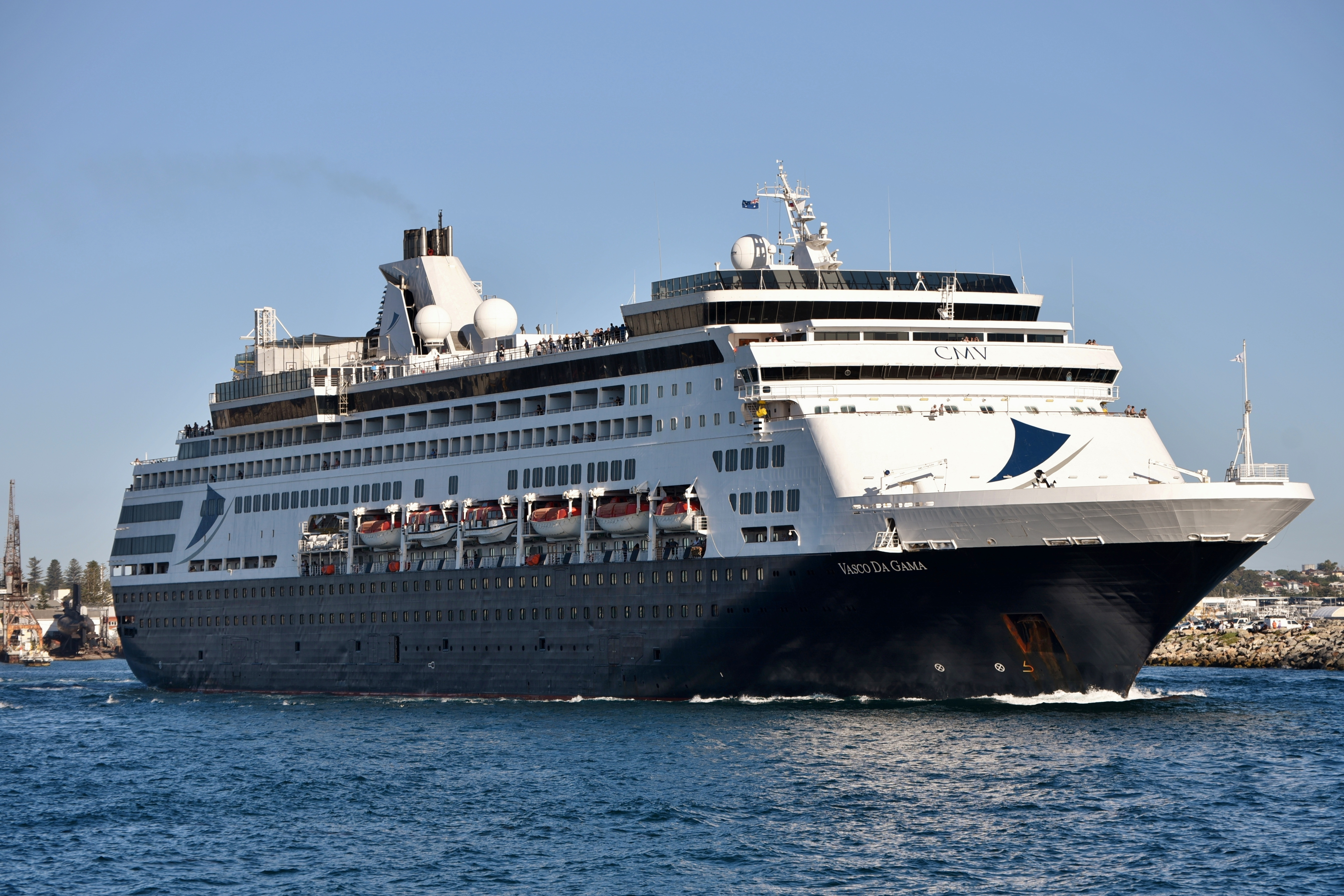
Vasco Da Gama für Cruise & Maritime Voyages in Fremantle (2020)
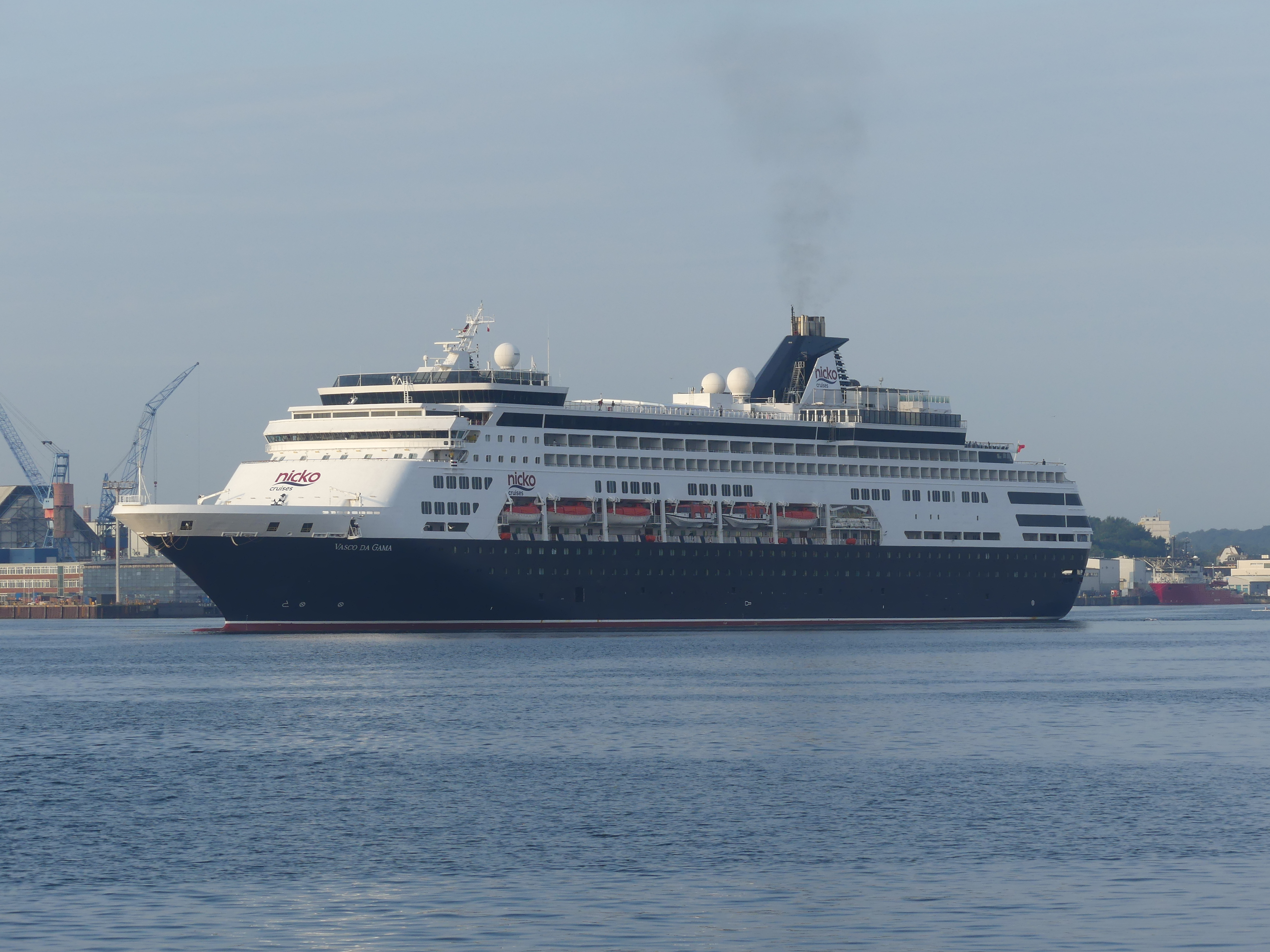
Vasco da Gama in Kiel (2021)